# Liste der Fußballmeister von Réunion
Nachfolgend sind alle Fußballmeister von Réunion aufgelistet. Die Meisterschaften wurden bis 2015 im Kalenderjahr-Modus ausgetragen, 2016/17 im Herbst-Frühling-Modus und seit 2017 wieder im Kalenderjahr-Modus.

## Bisherige Meister
| Saison  | Verein                        |
| ------- | ----------------------------- |
| 1950    | SS Patriote (1)               |
| 1951    | SS Patriote (2)               |
| 1952    | SS Jeanne d’Arc (1)           |
| 1953    | SS Patriote (3)               |
| 1954    | SS Patriote (4)               |
| 1955    | SS Patriote (5)               |
| 1956    | JS Saint-Pierre (1)           |
| 1957    | JS Saint-Pierre (2)           |
| 1958    | SS Saint-Louisienne (1)       |
| 1959    | JS Saint-Pierre (3)           |
| 1960    | JS Saint-Pierre (4)           |
| 1961    | JS Saint-Pierre (5)           |
| 1962    | SS Patriote (6)               |
| 1963    | SS Saint-Louisienne (2)       |
| 1964    | SS Saint-Louisienne (3)       |
| 1965    | SS Saint-Louisienne (4)       |
| 1966    | SS Saint-Louisienne (5)       |
| 1967    | SS Saint-Louisienne (6)       |
| 1968    | SS Saint-Louisienne (7)       |
| 1969    | SS Saint-Louisienne (8)       |
| 1970    | SS Saint-Louisienne (9)       |
| 1971    | JS Saint-Pierre (6)           |
| 1972    | JS Saint-Pierre (7)           |
| 1973    | JS Saint-Pierre (8)           |
| 1974    | AS Excelsior Saint-Joseph (1) |
| 1975    | JS Saint-Pierre (9)           |
| 1976    | JS Saint-Pierre (10)          |
| 1977    | FC Ouest Saint-Paul (1)       |
| 1978    | JS Saint-Pierre (11)          |
| 1979    | SS Saint-Paul (1)             |
| 1980    | CS Saint-Denis (1)            |
| 1981    | SS Saint-Paul (2)             |
| 1982    | SS Saint-Louisienne (10)      |
| 1983    | SS Saint-Paul (3)             |
| 1984    | CS Saint-Denis (2)            |
| 1985    | SS Saint-Paul (4)             |
| 1986    | SS Saint-Paul (5)             |
| 1987    | CS Saint-Denis (3)            |
| 1988    | SS Saint-Louisienne (11)      |
| 1989    | JS Saint-Pierre (12)          |
| 1990    | JS Saint-Pierre (13)          |
| 1991    | US Stade Le Tampon (1)        |
| 1992    | US Stade Le Tampon (2)        |
| 1993    | JS Saint-Pierre (14)          |
| 1994    | JS Saint-Pierre (15)          |
| 1995    | CS Saint-Denis (4)            |
| 1996    | CS Saint-Denis (5)            |
| 1997    | SS Saint-Louisienne (12)      |
| 1998    | SS Saint-Louisienne (13)      |
| 1999    | US Stade Le Tampon (3)        |
| 2000    | AS Marsouins (1)              |
| 2001    | SS Saint-Louisienne (14)      |
| 2002    | SS Saint-Louisienne (15)      |
| 2003    | US Stade Le Tampon (4)        |
| 2004    | US Stade Le Tampon (5)        |
| 2005    | US Stade Le Tampon (6)        |
| 2006    | US Stade Le Tampon (7)        |
| 2007    | US Stade Le Tampon (8)        |
| 2008    | JS Saint-Pierre (16)          |
| 2009    | US Stade Le Tampon (9)        |
| 2010    | US Stade Le Tampon (10)       |
| 2011    | FC Saint-Paul (6)             |
| 2012    | SS Saint-Louisienne (16)      |
| 2013    | US Sainte-Marienne (1)        |
| 2014    | FC Saint-Paul (7)             |
| 2015    | JS Saint-Pierre (17)          |
| 2016/17 | JS Saint-Pierre (18)          |
| 2017    | JS Saint-Pierre (19)          |
| 2018    | JS Saint-Pierre (20)          |

## Statistik

### Alle Titelträger
| Anzahl der Titel | Verein (frühere Vereinsnamen) |
| ---------------- | ----------------------------- |
| 20               | JS Saint-Pierre               |
| 16               | SS Saint-Louisienne           |
| 10               | US Stade Le Tampon            |
| 7                | FC Saint-Paul (SS Saint-Paul) |
| 6                | SS Patriote                   |
| 5                | CS Saint-Denis                |
| 1                | SS Jeanne d’Arc               |
| 1                | AS Excelsior Saint-Joseph     |
| 1                | FC Ouest Saint-Paul           |
| 1                | AS Marsouins                  |
| 1                | US Sainte-Marienne            |

### Rekordmeister
- 1950–1961: SS Patriote (1-5)
- 1961–1962: SS Patriote und JS Saint-Pierre (je 5)
- 1962–1967: SS Patriote (6)
- 1967–1968: SS Patriote und SS Saint-Louisienne (je 6)
- 1968–1975: SS Saint-Louisienne (7-9)
- 1975–1976: SS Saint-Louisienne und JS Saint-Pierre (je 9)
- 1976–2012: JS Saint-Pierre (10-16)
- 2012–2015: JS Saint-Pierre und SS Saint-Louisienne (je 16)
- seit 2015: JS Saint-Pierre (17-20)